# Aragua de Barcelona
Aragua de Barcelona es la ciudad capital del municipio Aragua, uno de los 21 que conforman el estado Anzoátegui, al este de Venezuela. Ubicado en la región centro-occidental del estado, el Municipio tiene una superficie de 2624 km² y una población de casi 39 076 habitantes (censo 2018). Está dividido en dos parroquias, Aragua de Barcelona y Cachipo. Localmente, los pobladores se refieren a la pequeña ciudad únicamente por el nombre corto de Aragua. 

## Historia

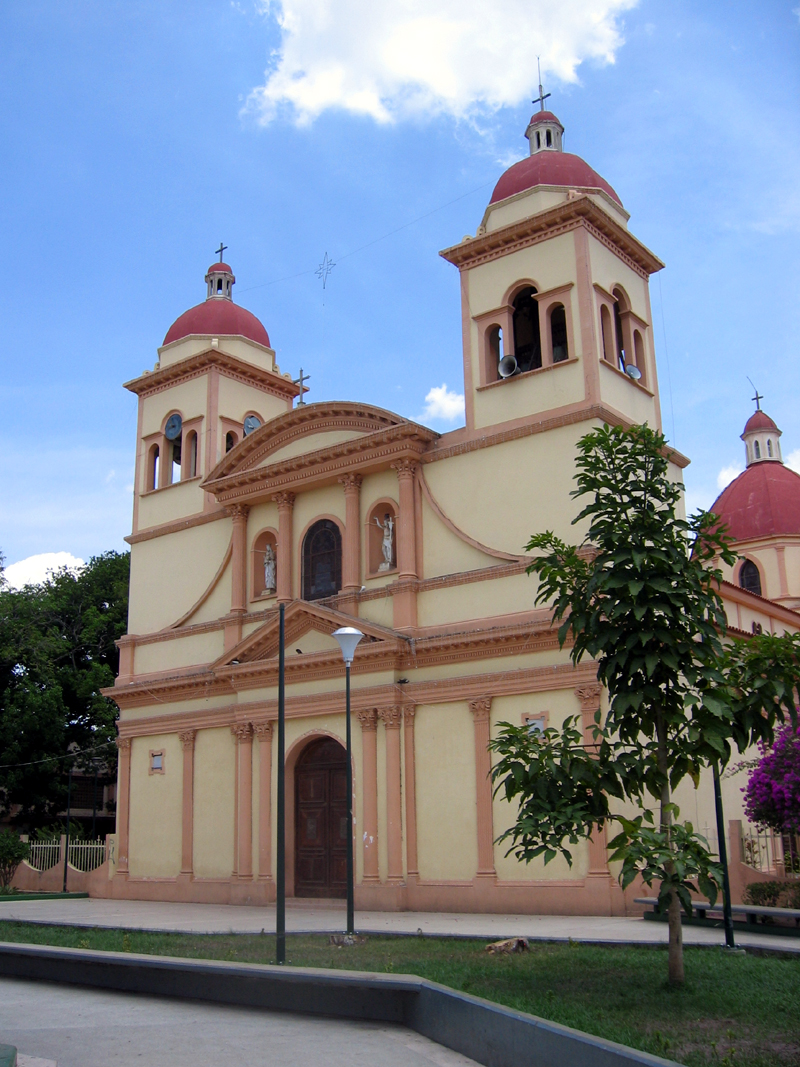
Iglesia de San Juan Bautista, Aragua de Barcelona.

Fundada el 20 de febrero de 1734 bajo el nombre de Nuestra Señora de Belén de Aragua por el gobernador de la Provincia de Nueva Andalucía, Don Carlos de Sucre, la villa de Aragua de Barcelona fue centro de administración espiritual y política durante la época colonial. De este período se conservan en el casco histórico de la ciudad la iglesia de San Juan Bautista, listada en el Patrimonio Histórico Nacional de Venezuela, y numerosas casas coloniales. En la calle Colón se encuentra una vivienda donde se dice que en 1813 el Libertador bailó una noche y también está en la calle Anzoátegui hay un árbol de Cotoperí bajo el cual se dice que Bolívar amarró su caballo y descansó.
El 18 de agosto de 1814, en plena Guerra de Independencia de Venezuela, Aragua fue escenario de una de las más cruentas batallas libradas en todo el conflicto. A los fines de proteger la población civil en retirada al oriente, Bolívar ordena fortificar el poblado para la ocasión. Alrededor de 2000 defensores republicanos comandados por el Coronel Angel Guarisma enfrentaron el ataque realizado por cerca de 6000 realistas liderados por el General español Francisco Tomás Morales. Según el historiador Francisco Alejandro Vargas, durante la refriega, llevada a cabo casa por casa, perecieron alrededor de 1700 defensores o pobladores de la ciudad y resultaron heridos unos 2000, además de que otros fueron posteriormente ejecutados sin conmiseración alguna por las tropas de Morales, según instrucciones emitidas por el comandante general del ejército realista, José Tomás Boves. En total, alrededor de 4711 personas murieron entre ambos bandos. Tras la batalla, la caballería al mando de Bermúdez huyó a Maturín y la infantería a Barcelona siguiendo a Bolívar.

## Economía

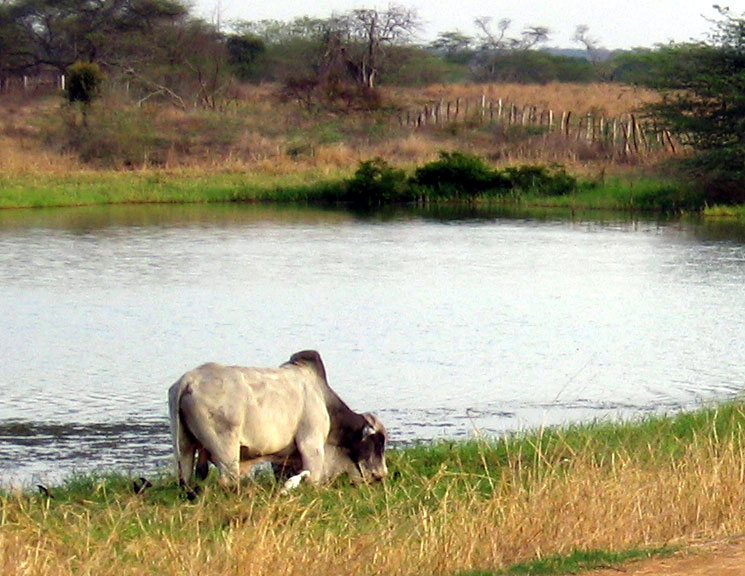
La ganadería es uno de los principales motores económicos de Aragua de Barcelona.

La economía de Aragua de Barcelona está directamente ligada a la actividad agropecuaria propia de los Llanos orientales de Venezuela. La cría y ceba de ganado bovino de raza y mestizo es una actividad mayor, como lo es también la siembra de maíz y sorgo cultivos de alta relevancia en la extensión geográfica del municipio, cuenta para el desarrollo de esta economía con un centro de distribución de maíz y cereales. Otra actividad importante es la producción de leche y la obtención de los derivados de la misma, para la cual el municipio cuenta con diversas queseras ubicadas en puntos claves.
El municipio contó históricamente con importantes industrias que generaron empleo y abastecieron tanto el mercado interno como la exportación hacia regiones vecinas. Entre ellas destacaban:
- La Tenería, dedicada al procesamiento del cuero.
- La planta de tratamiento de algodón, donde se producían aceites, jabones y velas.
- El Alambique, destinado a la destilación de jugo de caña.
- La Tejería, especializada en la fabricación de tejas.

Actualmente, el municipio alberga el Complejo Agroindustrial «Hugo Chávez», que reúne diversas empresas clave para la producción alimentaria y agrícola, entre ellas:
- Planta Procesadora de Harina de Maíz Precocida General José Antonio Anzoátegui.
- Lácteos Los Andes, dedicada al procesamiento de jugos y derivados lácteos.
- Empresa CVA-CIA de Mecanización y Transporte Agrícola Pedro Camejo S.A..
- Frigorífico Industrial De Oriente C.A., especializado en el procesamiento y conservación de productos cárnicos.

Estas industrias continúan desempeñando un papel fundamental en el desarrollo económico del municipio.
Si bien el municipio Aragua se beneficia de la actividad petrolera —de lejos la mayor fuente de beneficios económicos del Estado Anzoátegui—, ésta no es tan importante en los alrededores de Aragua de Barcelona propiamente dicha como lo es en otras localidades del estado.

## Geografía

### Población
Su población según su último censo en 2018 era de 39 076 habitantes. Antiguamente según el censo de 1891 el municipio de Aragua, era el más poblado del Estado, debido a las constantes guerras y a la enfermedad del paludismo, su población disminuyó. Pero a pesar de las calamidades y decadencias en las exportaciones de ganado, el espíritu progresista de su hijos hace que luchen con las circunstancias adversas tratando de restablecer y dar florecimiento en lo intelectual y moral. 

### Límites
Este municipio limita al Norte con los municipios Simón Bolívar y Libertad, al Oeste con los municipios Juan Manuel Cajigal y Mc Gregor, al Sur con el municipio Francisco de Miranda y, al Este con los municipios Anaco, Santa Ana y Pedro María Freites. 

### Clima
Según la clasificación climática de Köppen tiene un clima tropical lluvioso de sabana, amplitud de temperatura entre el mes más frío de 18 °C y el mes más cálido de 34 °C. 

### Hidrografía
La población cuenta con el embalse La Estancia, inaugurado el 7 de diciembre de 1967 por el presidente Raúl Leoni, con el propósito de abastecer de agua potable al municipio.
La construcción de este embalse representó la solución al problema de escasez de agua en Aragua de Barcelona. Su planificación se realizó durante el período constitucional del presidente Rómulo Betancourt, a través de la Dirección de Obras Hidráulicas del Ministerio de Obras Públicas y el Instituto Nacional de Obras Sanitarias (INOS).
En 1961, el proyecto recibió el respaldo de más de 4000 obreros y campesinos de Aragua. Posteriormente, en 1964, el presidente Raúl Leoni presentó la obra ante el Congreso Nacional para su inclusión en el Plan Adicional de Inversiones. En el marco de esta iniciativa, el presidente visitó la población de Aragua acompañado por el ministro de Obras Públicas, Leopoldo Sucre Figarella, para inaugurar la represa. Según fuentes oficiales, la construcción tuvo un costo de 24 millones de bolívares.
El embalse ha sido objeto de diversas narraciones populares, algunas de las cuales mencionan la existencia de una enorme serpiente de varias cabezas, que, según la tradición oral, ocasionalmente se lleva a bañistas incautos.

## Educación
Aragua de Barcelona cuenta con varias instituciones las cuales buscan la formación destinada a desarrollar la capacidad intelectual, moral y afectiva de sus ciudadanos, que van desde el nivel inicial hasta el superior que ofrecen importantes oportunidades de estudio a los jóvenes, entre las cuales se destacan.

### Escuelas
- Unidad Educativa César Rodríguez
- Unidad Educativa Colegio Nuestra Señora del Carmen
- Escuela Bolivariana Domingo Guzmán Bastardo
- Escuela Bolivariana Dr. Alirio Arreaza
- Escuela Bolivariana Hermanos Monagas
- Escuela Bolivariana Buenos Aires
- Escuela Bolivariana Boquerón II
- Escuela Bolivariana Barrio San Pedro
- Escuela Bolivariana Barrio Sucre
- Escuela Bolivariana Barrio Las Piñas
- Escuela Bolivariana Barrio La Cruz

- Liceo Nacional Narciso Fragachán
- Liceo Aragua de Barcelona
- Escuela Técnica Agropecuaria Silvestre Guevara y Lira

### Universidades
- Universidad Nacional Experimental de la Fuerza Armada Nacional Bolivariana (UNEFANB)

- Universidad Nacional Experimental Simón Rodríguez (UNESR)

- Instituto Universitario de Tecnología Antonio José de Sucre (IUTAJS)

### Bibliotecas
- Biblioteca Pública Alirio Arreaza

## Medios de comunicación

### Radio
Aragua de Barcelona cuenta con tres emisoras de radio comunitarias, que cumplen una función informativa y social en beneficio de la población. Estas son:
- Elevación Bolivariana 93.3 FM.
- Bicentenaria 95.7 FM.
- La Voz de Dios 98.7 FM.

Cada una de estas estaciones contribuye a la difusión de noticias, eventos y programas comunitarios.

### Televisión
Aragua de Barcelona cuenta con el servicio de Unicable C.A que es un sistema de televisión por cable el cual permite la transmisión de innumerables programas complementarios, que se ofrece a través de señales de radiofrecuencia que se transmiten a los televisores por medio de redes de fibra óptica o cables coaxiales en el municipio, dejando así cada vez más atrás el problema de la escasez de frecuencias que sufre en la transmisión inalámbrica. Aunque también sus habitantes usan frecuentemente los servicios de Televisión por Satélite como: Inter, SimpleTV (anteriormente DirecTV), Movistar TV y CANTV Televisión Satelital. Así como los servicios de Streaming: Netflix, Amazon Prime Video, Disney+, Star+, HBO Max, Paramount+, entre otros.

## Relevancia cultural e histórica

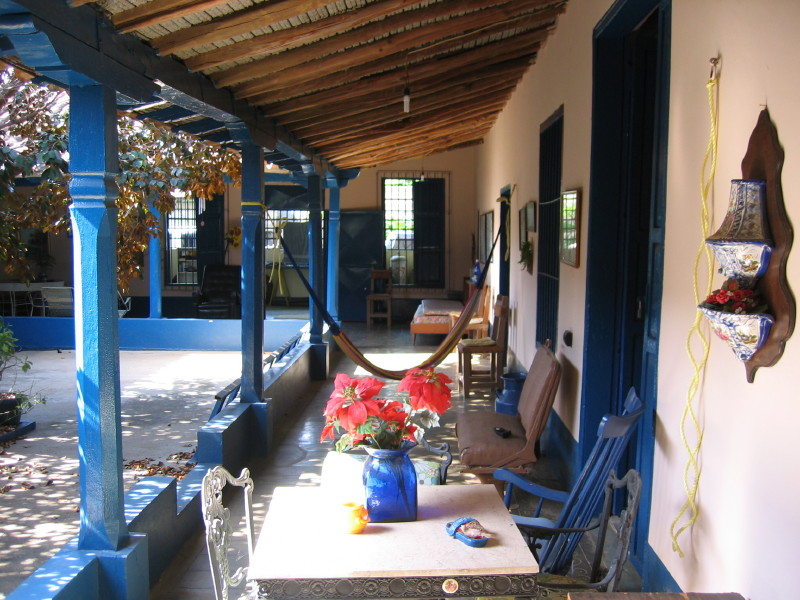
Interior de casa colonial, Aragua de Barcelona.

Aragua de Barcelona ha recibido tradicionalmente en Venezuela el título honorífico de Atenas de Oriente, a pesar de ser un pueblo que muy pocos conocen o han escuchado hablar, por haber sido cuna de un número de figuras ilustres que incluye a varios presidentes de la República y numerosos personajes eminentes de la literatura, la ciencia, la educación y la música, entre otras disciplinas.